# Hyde (Grand Manchester)
Pour les articles homonymes, voir Hyde.

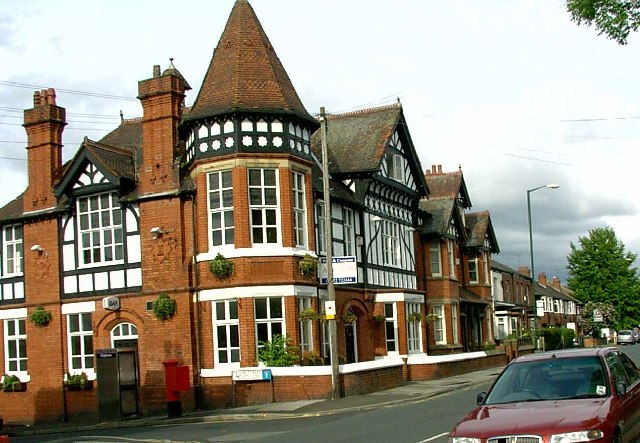
Hôtel Bankfield à Hyde

Hyde est une ville qui fait partie du district métropolitain de Tameside dans le comté de Grand Manchester, dans le nord-ouest de l'Angleterre. En 2001, la ville comprend une population de 31 253 personnes. Historiquement partie du Cheshire, la ville est à 8 km au nord-est de Stockport, à 10 km à l'ouest de Glossop et à 11 km à l'est de Manchester.